# X64
Pour les articles homonymes, voir X64 (homonymie).

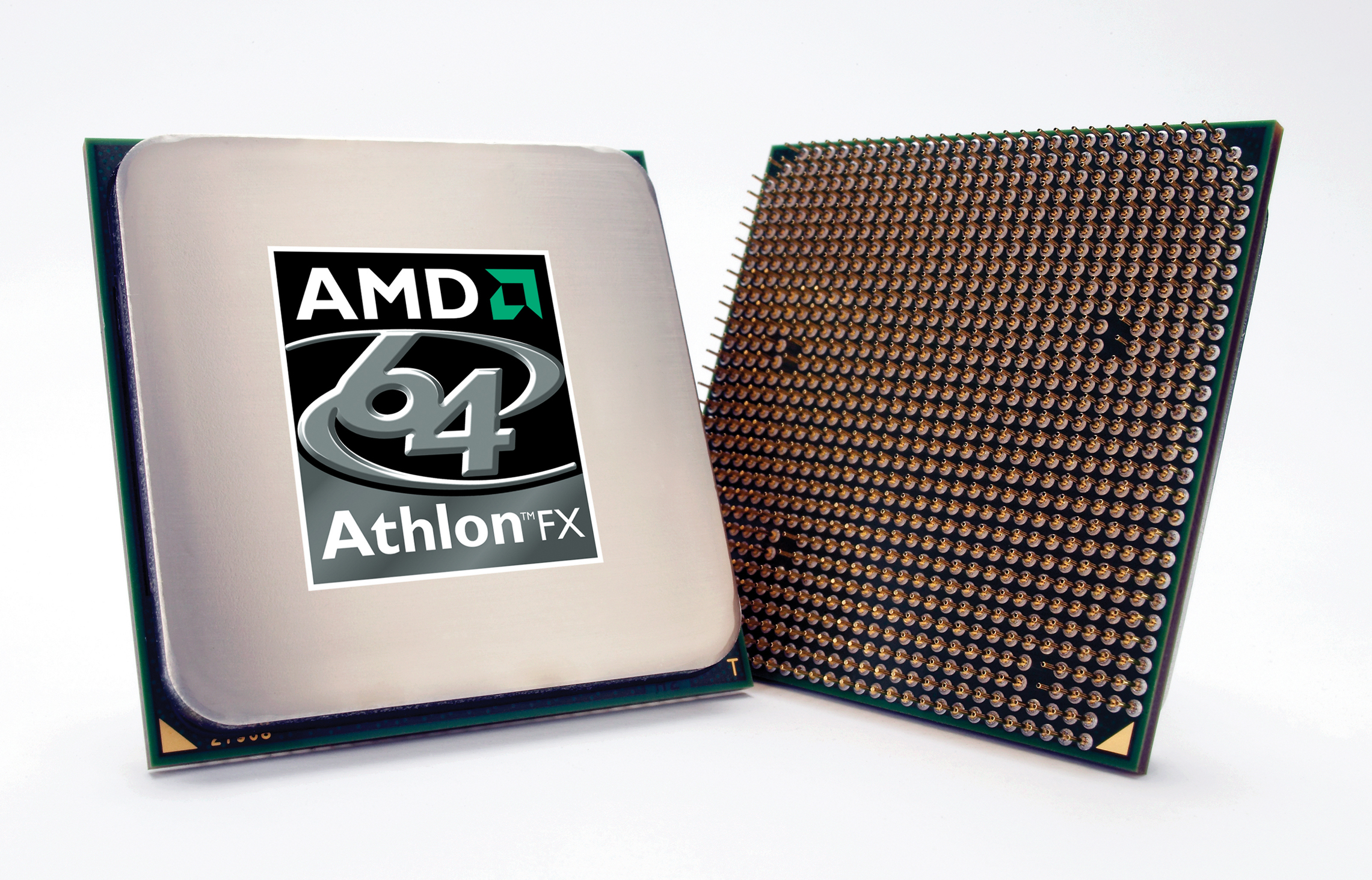
AMD Athlon 64FX.

x86-64, ou x64, est une extension du jeu d'instructions x86 d'Intel, introduite par la société AMD avec la gamme AMD64. Intel utilisera cette extension en l'appelant initialement EM64T renommé aujourd'hui en Intel 64.
- Cette extension permet la gestion des nombres sur 64 bits, avec pour corollaire un adressage mémoire bien au-delà de 4 Go.
- À cela s'ajoute le doublement (de 8 à 16) du nombre de registres généralistes et vectoriels (SSE).

## Les différents modes de fonctionnement
| Mode de fonctionnement | Mode de fonctionnement | Système d'exploitation requis                                                 | Recompilation requise | Taille des adresses par défaut | Taille des opérandes par défaut | Extensions de registres | Taille typique des registres GPR |
| ---------------------- | ---------------------- | ----------------------------------------------------------------------------- | --------------------- | ------------------------------ | ------------------------------- | ----------------------- | -------------------------------- |
| Long mode              | 64-bit mode            | OS compatibles 64-bit (x86-64) (par ex. Windows 7, Windows 8 et Linux x86-64) | oui                   | 64                             | 32                              | oui                     | 64                               |
| Long mode              | Compatibility mode     | OS compatibles 64-bit (x86-64) (par ex. Windows 7, Windows 8 et Linux x86-64) | non                   | 32                             | 32                              | non                     | 32                               |
| Long mode              | Compatibility mode     | OS compatibles 64-bit (x86-64) (par ex. Windows 7, Windows 8 et Linux x86-64) | non                   | 16                             | 16                              | non                     | 16                               |
| Legacy Mode            | Protected Mode         | OS « Legacy 16-bit ou 32-bit »                                                | non                   | 32                             | 32                              | non                     | 32                               |
| Legacy Mode            | Protected Mode         | OS « Legacy 16-bit ou 32-bit »                                                | non                   | 16                             | 16                              | non                     | 16                               |
| Legacy Mode            | Mode virtuel 8086      | OS « Legacy 16-bit ou 32-bit »                                                | non                   | 16                             | 16                              | non                     | 16                               |
| Legacy Mode            | Real mode              | Legacy 16-bit OS                                                              | non                   | 16                             | 16                              | non                     | 16                               |

### Description de ces modes
- Long Mode : mode 64 bits natif avec compatibilité 32 bits (des programmes non recompilés peuvent être utilisés sans perte de performance notable). Il nécessite un système d'exploitation 64 bits comme GNU/Linux, les BSD, Solaris 10, ou Windows 64 bits (comme XP Pro, 7, 8, 8.1, 10, 11...)
- Legacy Mode : dans ce mode, le processeur fonctionne classiquement avec le jeu d'instructions x86, avec tous les systèmes d'exploitation précédents comme MS-DOS et Windows non 64 bits.